# 並河寒泉
並河 寒泉（なみかわ かんせん、1797年6月25日（寛政9年6月1日）- 1879年（明治12年）2月6日）は、幕末から明治時代の儒学者である。名は朋来後に登茂樹、字は亨。別号に華翁等がある。通称は又一郎、復一。

## 経歴・人物
並河天民の孫、並河尚誠と中井竹山の娘の子として摂津の大坂（現在の大阪市）に生まれる。幼年期に両親と死別し、伯父に育てられる。1811年（文化10年）に懐徳堂で儒学を学び、同時に中井抑楼の養子及び門人となり、姓も中井と改姓する。後に抑楼の子と結婚した後、並河姓に戻す。師匠の死後、後継者として明治維新による閉校まで懐徳堂で教鞭を執った。
また、1855年（安政2年）にエフィム・プチャーチンらロシア艦隊が大阪湾に来航した際には、士官を務めたり、竹山が著した『逸史』を江戸幕府に奉納する等、政治関係の業務にも携わった。
1919年（大正8年）、正五位を追贈された。

## 主な著作物
- 『拝恩志喜』
- 『弁怪』